# Mokren
Mokren (Bulgaars: Мокрен) is een dorp in Bulgarije. Het dorp is gelegen in de gemeente Kotel in de oblast Sliven. Het dorp ligt hemelsbreed 26 km ten noordoosten van de regionale hoofdplaats Sliven en 270 km van de hoofdstad Sofia.

## Bevolking
Op 31 december 2020 telde het dorp Mokren 811 inwoners. Het aantal inwoners vertoont al vele jaren een dalende trend: in 1965 had het dorp nog 1.363 inwoners.
In het dorp wonen vooral etnische Bulgaren, maar ook een substantiële minderheid van de Roma. In de optionele volkstelling van 2011 identificeerden 500 van de 772 ondervraagden zichzelf als etnische Bulgaren, oftewel 64,8% van de respondenten. De overige inwoners identificeerden zichzelf vooral als etnische Roma (236 personen oftewel 30,6%) of als etnische Turken (34 personen oftewel 4,4%).
| Etnische samenstelling van de respondenten (2011) | Etnische samenstelling van de respondenten (2011) | Etnische samenstelling van de respondenten (2011) | Etnische samenstelling van de respondenten (2011) | Etnische samenstelling van de respondenten (2011) |
| ------------------------------------------------- | ------------------------------------------------- | ------------------------------------------------- | ------------------------------------------------- | ------------------------------------------------- |
|                                                   |                                                   |                                                   |                                                   |                                                   |
| Bulgaren                                          | Bulgaren                                          |                                                   | 64,8%                                             | 64,8%                                             |
| Turken                                            | Turken                                            |                                                   | 4,4%                                              | 4,4%                                              |
| Roma                                              | Roma                                              |                                                   | 30,6%                                             | 30,6%                                             |
| Anders/Onbekend                                   | Anders/Onbekend                                   |                                                   | 0,2%                                              | 0,2%                                              |